# Nikita Lebiedienko
Nikita Fiedotowicz Lebiedienko (ros. Никита Федотович Лебеденко, ur. 16 maja?/28 maja 1899 we wsi Czajkiwka w obwodzie odeskim, zm. 16 czerwca 1956 w Moskwie) – radziecki wojskowy narodowości ukraińskiej, generał porucznik, Bohater Związku Radzieckiego (1944).

## Życiorys
Urodził się w rodzinie chłopskiej. Mieszkał w rejonie Kaguł, skończył szkołę średnią, w 1917 wstąpił do Czerwonej Gwardii, od maja 1919 służył w Armii Czerwonej. Brał udział w wojnie domowej w Rosji na Froncie Południowym i Zachodnim, w 1924 ukończył kursy kawalerii, w 1927 szkołę wojskową w Kijowie, a w 1936 Akademię Wojskową im. Frunzego, od 1925 należał do WKP(b).
Od października 1936 do listopada 1937 dowodził pułkiem kawalerii, później brygadą kawalerii, a od sierpnia 1939 31 Dywizją Piechoty, na czele której 1939–1940 uczestniczył w wojnie z Finlandią, a od sierpnia 1941 w wojnie z Niemcami.
Walczył na Froncie Zachodnim, m.in. w rejonie Smoleńska, Wiaźmy i Zwienigorodu, w czerwcu 1942 objął dowództwo 50 Dywizji Piechoty 19 Armii (później 5 Armii) Frontu Zachodniego, brał udział w operacji rżewsko-syczewskiej, od 1943 uczestniczył w walkach na Froncie Południowo-Zachodnim, m.in. w wyzwoleniu Zaporoża i Kirowohradu.
Od marca 1944 dowodził 33 Gwardyjskim Korpusem Piechoty 5 Armii Gwardii 1 Frontu Ukraińskiego, latem 1944 brał udział w operacji lwowsko-sandomierskiej, odpierając niemiecki kontratak w rejonie Baranowa Sandomierskiego, później uczestniczył w operacji wiślańsko-odrzańskiej, operacji dolnośląskiej, górnośląskiej i berlińskiej.
Od maja do października 1945 był wojskowym komendantem Drezna, a od października 1945 do marca 1948 – Wiednia, w 1949 ukończył Wyższe Kursy Akademickie przy Wyższej Akademii Wojskowej im. Woroszyłowa i został dowódcą 9 Korpusu Piechoty Gwardii, w maju 1952 został zwolniony do rezerwy. Jego imieniem nazwano ulicę w Aczyńsku.

## Awanse
- kombrig (25 kwietnia 1940)
- generał major (4 czerwca 1940)
- generał porucznik (10 kwietnia 1944)

## Odznaczenia
- Złota Gwiazda Bohatera Związku Radzieckiego (23 września 1944)
- Order Lenina (dwukrotnie – 1944 i 1945)
- Order Czerwonego Sztandaru (sześciokrotnie – 1919, 1922, 1940, 30 stycznia 1943, 1944 i 20 czerwca 1949)
- Order Bohdana Chmielnickiego I klasy (29 maja 1945)
- Order Suworowa II klasy (dwukrotnie – 17 września 1943 i 19 stycznia 1944)
- Komandoria Legii Zasługi (Stany Zjednoczone, 11 października 1945)
- Order Krzyża Grunwaldu II klasy (Polska Ludowa)

I medale.